# グラインドボーン
グラインドボーン(英語: Glyndebourne, [ˈɡlaɪndbɔːn]) はイングランドのマナー・ハウスで、イースト・サセックス州のルイスの近くに位置する。オペラ劇場が併設されており、1934年以降毎年開催されるグラインドボーンオペラフェスティバルの開催地となっている。屋敷は築600年と考えられており、イギリス指定建造物の2級に登録されている。

## 邸宅の歴史
「グラインドボーンにあるマナーハウスは（中略）15世紀から存在する」と言われているが、実際のところいつから存在しているのかは不明である。いくつかの現存する木骨造やエリザベス朝以前の羽目板から、16世紀前半に建てられた可能性が最も高いと考えられている。1618年にヘイ家の所有物になり、1824年にジェームズ・ヘイ・ランガムが相続した。

## オペラ劇場のはじまり
ジョン・クリスティは祖父、ウィリアム・ランガム・クリスティの死後、1913年に邸宅の使用権を手に入れた。1920年には土地の完全な法的所有権を得た。クリスティは建物の補修をする過程で長さ24mのオルガン部屋を増築したため、南ファサードの長さは2倍になった。  
彼は熱心な音楽愛好家だったため、この部屋で定期的なアマチュアオペラの夜会を開催することにした。1931年のある夕方、彼は将来の妻である、サセックス出身のカナダ人ソプラノ歌手、オードリー・マイルドメイに出会ったが、彼女はカール・ローザ・オペラ・カンパニーの一員で、劇団の活動をよりプロらしいものにすべく活動していた。1931年6月4日に2人は結婚した。新婚旅行の間、2人はザルツブルクとバイロイトの音楽祭に参加し、そのおかげで本格的なオペラをグラインドボーンにもたらすことを思いついたが、クリスティの最初のコンセプトはバイロイトのお祭りに似たものだった。夫妻の考えが発展するにつれてコンセプトが変わり、計画されていた劇場が親密感のある規模だったため、よりその規模に適したモーツァルトのオペラの小規模制作に焦点を当てるようになった。

## 初代劇場

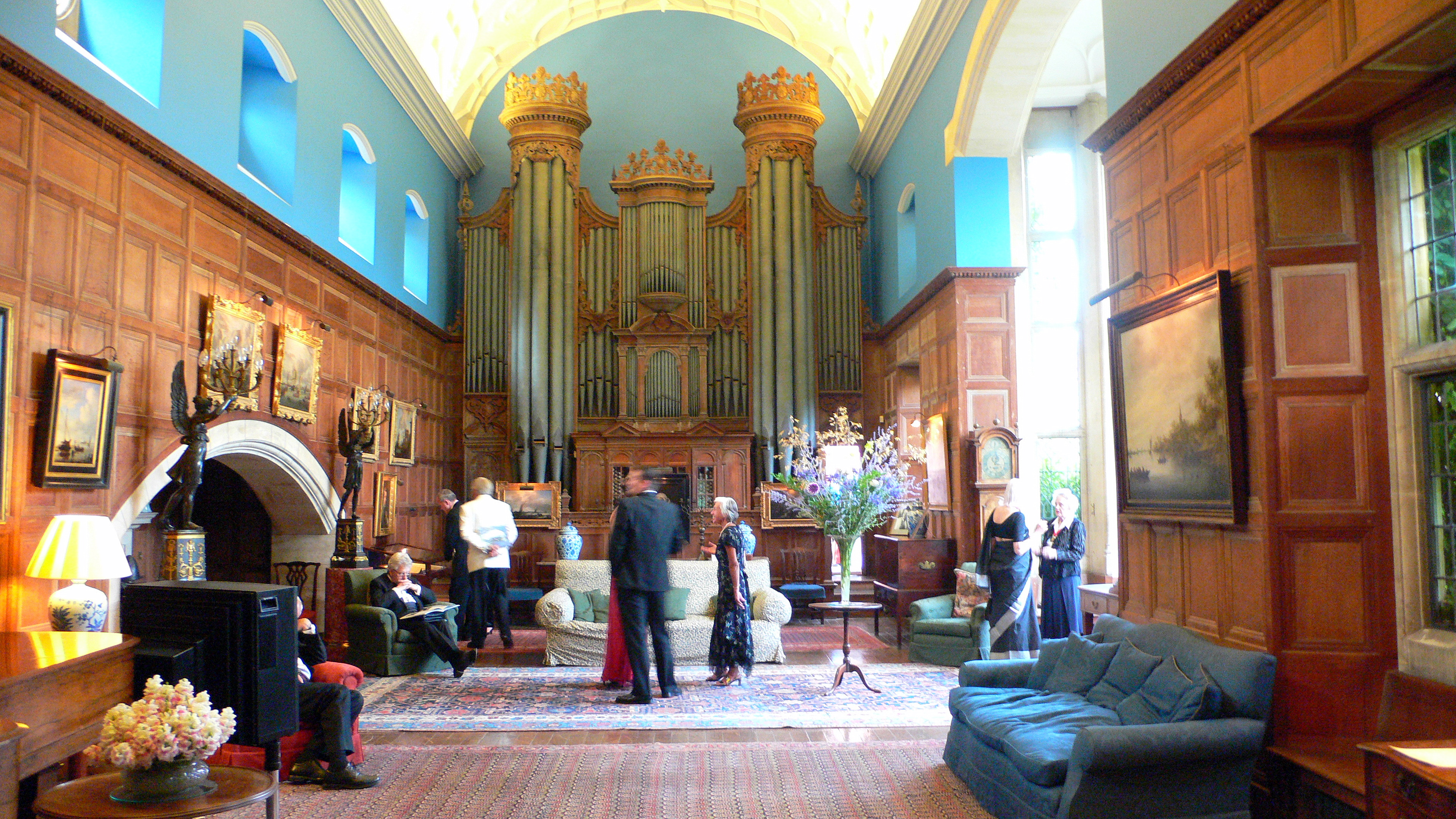
オルガン部屋（2006年）

クリスティ夫妻はオルガン部屋への増築として300の観客席がある劇場を建てた。オーケストラピットは交響楽団が収容可能で、当時としては最新の設備だった。大規模なリハーサルの後、6週間にわたる第1シーズンが1934年5月28日から始まったが、この時の演目は『フィガロの結婚』で、その次は『コジ・ファン・トゥッテ』が続いた。1934年、ジョン・クリスティの招待によりボイド・ニールは、改築されたグラインドボーンオペラハウスで初演奏の指揮をとった。
その後も劇場は拡張、改良されていった。早くも1936年には劇場の収容人数は433人にまで増えていた。 
1962年のクリスティの死後、劇場は息子ジョージ（後のサー・ジョージ）に引き継がれ、さらなる変化や改良が続いた。
On Such a Nightという短いセミドキュメンタリー映画が作られた。この映画は、1955年に公演された『フィガロの結婚』の抜粋や、ジョン・クリスティ、ヴィットリオ・グイ、カール・エバートの3人が登場して仕事をする様子に、アメリカ人が初めてこの劇場に行く架空の物語を織り混ぜたものであった。

## 新劇場

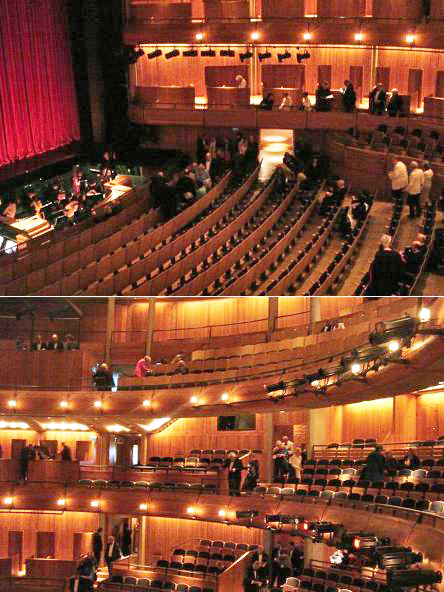
新オペラハウスの内部

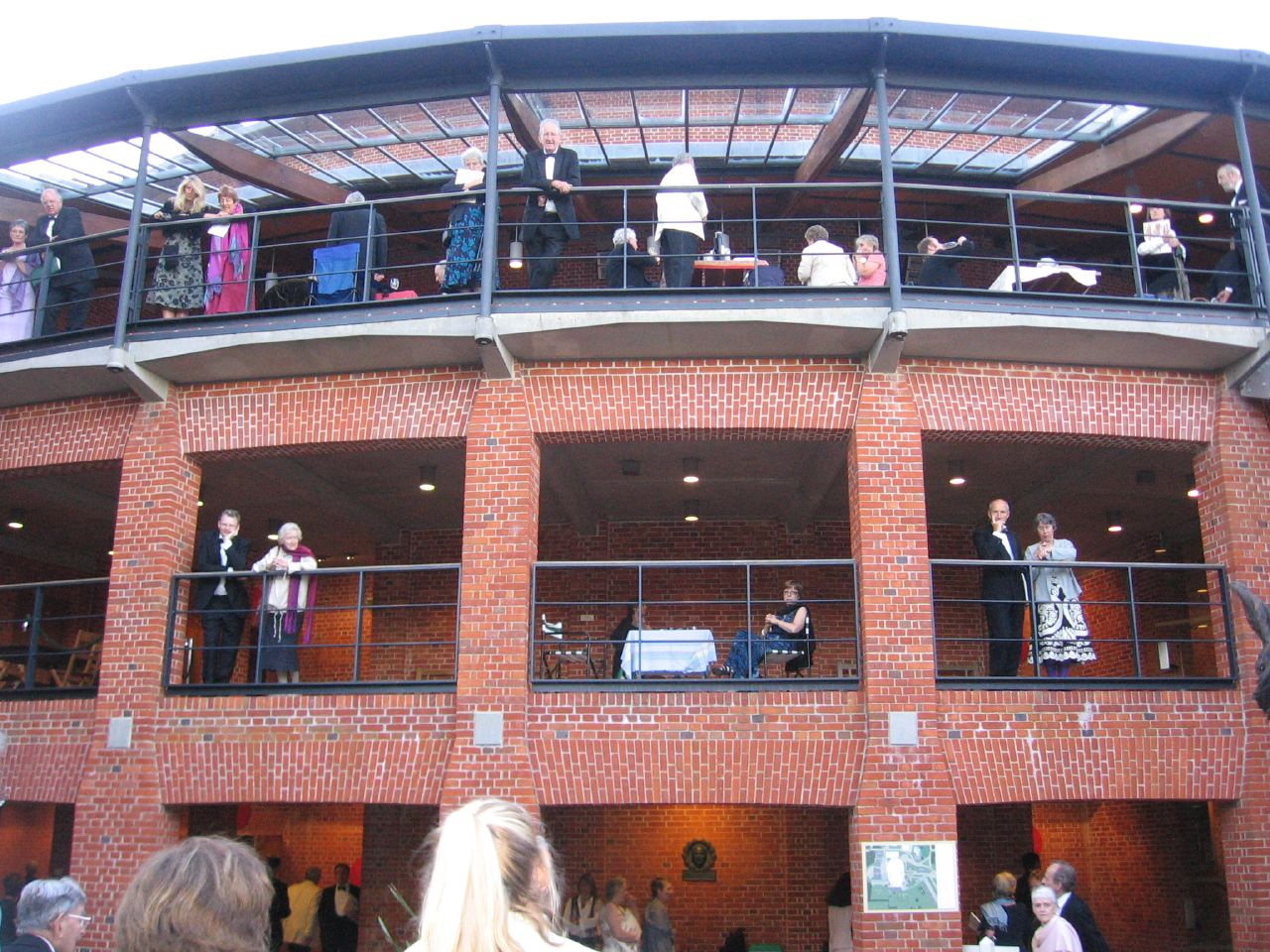
新オペラハウスのバルコニー

1980年代後半には劇場に観客を収容するのが困難な状況となった。この問題を解決するには新劇場の建設が必要であった。幸いにも、多くのオペラファンから寄付金が寄せられた。
1992年に旧劇場は最後の音楽祭を開催した。この時には1200席の新劇場の建設が始まっていた。新劇場での初公演では、旧劇場の初公演から60年の時を経た同じ日の1994年5月28日に、同じ演目である『フィガロの結婚』が上演された。ホプキンス・アーキテクツ設計の円形劇場とアラップ社のデレック・サグデンとロブ・ハリスの手による新しい劇場の音響効果は称賛を得た。

## 教育
1986年に設立されて以来、グラインドボーン教育部門は地元のコミュニティと共に、教育プログラムを実施している。サセックス州やケント州周辺の学校はよく公演やワークショップのために劇場を訪れている。ユースオペラプロジェクトも行われており、14から19歳向けの『ナイトクルー』や、2006年にはモーツァルト生誕250年記念に合わせたヒップ・ホペラ・プロジェクトなどが行われた。 

## 風車
グラインドボーンは長年にわたり風車を有している。グラインドボーンは2007年1月にルイス地区評議会に新しい風車の建築許可を申請した。審議会は申し出を2007年7月に承認したが、その決定は国務長官によって行政上の審議に持ち込まれた。なぜなら、 サウスダウンズの特別自然美観地域での再生可能エネルギー開発の提案には幅広い影響があり、地方保護団体と地元住民からの強い反発があったからだ。2008年7月10日、国務長官は建設許可を承認した。
2008年から2009年には、グラインドボーンは風車建設よりも先に、気象状況を監視するためにミル・プレインに１年間一時的に50mのマストを立てた。データが集められ、おそらく2008年から2009年の風力レベルが例年よりも低かったため、風力レベルはこの地点で予測されていたものよりも低いことが示された。風車は2012年1月にとりつけられ、2013年1月31日までの最初の12ヶ月で劇場が必要とする電力の89％を生み出した。